# Вільям Філдс
Вільям Б'юфорд Філдс, або Білл Філдс (англ. William Beauford "Bill" Fields; нар. 6 серпня 1929 — пом. 20 листопада 1992) — американський академічний веслувальник. Олімпійський чемпіон (1952).

## Життєпис
Народився 6 серпня 1929 року в окрузі Форсайт, штат Джорджія, США. Займатись академічним веслуванням розпочав під час навчання у Військово-морській академії.
На літніх Олімпійських іграх 1952 року в Гельсінкі (Фінляндія) став олімпійським чемпіоном у складі вісімки (з результатом 6:25.9).
Після закінчення академії у 1954 році розпочав кар'єру морського офіцера. У 1977 році вийшов у відставку.
Помер 20 листопада 1992 року в місті Ґейнсвілі, округ Голл, штат Джорджія.